# Meiluo
Meiluo (kinesiska: 美罗乡, 美罗) är en socken i Kina. Den ligger i provinsen Sichuan, i den sydvästra delen av landet, omkring 220 kilometer sydväst om provinshuvudstaden Chengdu. Antalet invånare är 8 484. Befolkningen består av 4 227 kvinnor och 4 257 män. Barn under 15 år utgör 17,0 %, vuxna 15-64 år 72 %, och äldre över 65 år 9,0 %.
Genomsnittlig årsnederbörd är 1 220 millimeter. Den regnigaste månaden är juli, med i genomsnitt 251 mm nederbörd, och den torraste är januari, med 5 mm nederbörd.